# Der Herr ist mein getreuer Hirt, BWV 112
Der Herr, ist mein getreuer hirt, BWV 112 (El Senyor és el meu fidel pastor), és una cantata religiosa de Johann Sebastian Bach per al segon diumenge després de Pasqua, estrenada a Leipzig el 8 d'abril de 1731.

## Origen i context
Aquest segon diumenge després de Pasqua es coneix també com a Misericordias Domin (Diumenge del Bon Pastor), les primeres paraules de l'introit de la missa del dia. El text és una paràfrasi del salm 23, que dona títol a la cantata, atribuïda a Wolfgang Meuslin (1530) i forma part de l'obra Textos per a la música d'església de Leipzig en la festa sagrada de la Pasqua i els dos diumenges següents. Any 1731. Fa referència a les lectures del dia, l'epístola, Primera carta de Pere (2, 21-25), i l'evangeli, Joan (10, 12-16) que conté la Paràbola del pastor. Per a aquest diumenge es conserven, a més, la cantata  BWV 85 i la BWV 104.

## Anàlisi
Obra escrita per a soprano, contralt, tenor, baix i cor; dues trompes naturals, dos oboès d'amor, corda i baix continu. Consta de cinc números.
1. Cor: Der Herr, ist mein getreuer hirt (El Senyor és el meu fidel pastor)
2. Ària (contralt): Zum reinen Wasser er mich weist (Em mena a aigües cristal·lines)
3. Arioso i recitatiu (baix): Und ob ich wandelt im finstern Tal (I si viatjo per valls tenebroses)
4. Ària (duet de soprano i tenor): Du bereitest für mir einen Tisch (Pares per a mi una taula)
5. Coral:  Gutes und die Barmherzigkeit (La Bondat i la Misericòrdia)

El cor inicial és una fantasia brillant en forma de motet sobre la melodia del coral Allein Gott in der Höh sei Ehr procedent del Glòria de la missa pasqual gregoriana; una introducció orquestral fa de preludi, d'acompanyament i de postludi al cant de les veus. Com la resta de l'obra, té una aire pastoral que ve reforçat per les trompes. El número 2, és un ària de contralt en diàleg amb un oboè d'amor, a la que segueix un recitatiu de baix que presta molta atenció al text. Dividit en dues seccions, en la primera la veu amb el continu, narra el camí per les “valls tenebroses” del text, moment en què la música descendeix a la tessitura més profunda; a la segona secció, ja amb tota la corda, una harmonia angoixosa sobre Verfolgung, Leiden, Trübsal (persecució, sofriment, dolor) pren forma d'arioso. El duet següent, ple de vitalitat i alegria, té un aire de dansa, de bourré en particular, expressa la joia del creient, amb unes vocalitzacions acusades en la part final, sobre der Freuden Öl (oli sagrat de joia) i Freuden (felicitat). Amb el coral inicial a cappella amb un cert punt de color, no gaire habitual, que li donen les trompes, es clou aquesta cantata que té una durada d'un quart d'hora.

## Discografia seleccionada
- J.S. Bach: Das Kantatenwerk. Sacred Cantatas Vol. 6. Nikolaus Harnoncourt, Tolzer Knabenchor (Gerhard Schmidt-Gaden, director), Concentus Musicus Wien, Markus Huber (solista del cor), Paul Esswood, Kurt Equiluz, Ruud van der Meer. (Teldec), 1994.
- J.S. Bach: The complete live recordings from the Bach Cantata Pilgrimage. CD 16: Basilique St Willibrord, Echternach; 7 de maig de 2000. John Eliot Gardiner, Monteverdi Choir, English Baroque Soloists, Katharine Fuge, William Towers, Norbert Meyn, Stephen Varcoe. (Soli Deo Gloria), 2013.
- J.S. Bach: Complete Cantatas Vol. 20. Ton Koopman, Amsterdam Baroque Orchestra & Choir, Sandrine Piau, Bogna Bartsosz, Christoph Prégardien, Klaus Mertens. (Challenge Classics), 2006.
- J.S. Bach: Cantatas Vol. 52. Masaaki Suzuki, Bach Collegium Japan, Hana Blazikova, Robin Blaze, Gerd Türk, Peter Kooij. (BIS), 2013.
- J.S. Bach: Church Cantatas Vol. 36. Helmuth Rilling, Gächinger Kantorei, Bach-Collegium Stuttgart, Inga Nielsen, Gabriele Schreckenbach, Aldo Badlin, Walter Heldwein. (Hänssler), 1999.